# La Dixième Muse

La Dixième Muse était un magazine lesbien et un site internet édités par les éditions Lydiennes (basées à Lille), créé en mai 2003 et disparu en juillet 2013.
« Le mag’ des filles qui aiment les filles » était un support d’information (actualité, portraits, interviews), de culture (sorties ciné, DVD, livres, musique), d’échanges (témoignages, courriers) et de plaisirs (nouvelles, chroniques). Toutes les grandes figures du monde lesbien (Jennifer Beals, Beth Ditto, Katy Perry, les actrices de la série The L Word) ont fait la couverture de ce bimestriel. Il était vendu en kiosques en France, en Belgique, en Suisse, au Luxembourg, au Portugal, au Canada, en Andorre, dans les DOM TOM et sur le site de la boutique en ligne.
En janvier 2013, le magazine change de titre pour devenir Muse & Out, son contenu devient mixte, il traite à la fois de l'actualité lesbienne et gay. C'est Nicola Sirkis, le leader du groupe Indochine qui fait la couverture de ce premier numéro.
Quelques mois plus tard, en juillet 2013, les éditions Lydiennes sont placées en liquidation judiciaires et le magazine cesse de paraître.
Fin 2013, l'ancienne rédactrice en chef du magazine, Stéphanie Delon, lance un nouveau magazine lesbien à la fois numérique et papier, Jeanne Magazine.